# Miss República Dominicana 1976
El certamen Miss República Dominicana 1976 fue celebrado el 23 de febrero de 1976. Hubo 28 delegadas en el concurso. La ganadora escogida representará la República Dominicana en el Miss Universo 1976. Virreina fue al Miss Mundo 1976. El resto de la semifinalista fueron a diferente concurso internacionales.

## Resultados
| Resultados                          | Candidatas |
| ----------------------------------- | --- |
| Señorita República Dominicana 1976  | Independencia - Norma Lora |
| Señorita Mundo República Dominicana | Santiago - Jennyfer Corporán |
| Primera Finalista                   | La Altagracia - Jackeline Hernández |
| Segunda Finalista                   | Dajabón - Carmen Reynosa |
| Tercera Finalista                   | Santiago Rodríguez - Rosa Álvarez |
| Cuadra-finalistas                   | Puerto Plata - Sandra Yañéz Distrito Nacional - Cindy Zamora Ciudad Santo Domingo - María Tavarez Azua - Ana López Valverde - Auora Sánchez |
| Semi-finalistas                     | Seibo - Alba Acosta Duarte - Mary Súarez Salcedo - Marianne Lambraco Espaillat - Angélica Frutos Barahona - Ivette Prieto                   |

### Premios especiales
Mejor Rostro - Rosa Álvarez (Santiago Rodríguez)

Mejor Traje Típico - Yajaira Caba (San Juan)

Miss Fotogenica - Alba Costa (Seibo)

Miss Simpatía - Josefina Matos (San Pedro de Macorís)

## Candidatas
| Representa             | Candidata                          | Oriunda                      |
| ---------------------- | ---------------------------------- | ---------------------------- |
| Azua                   | Ana María López Zápote             | Azua de Compostela           |
| Bahoruco               | Guillermina Jodi Casenares Ceutá   | Neiba                        |
| Barahona               | Ivette Estefanía Prieto Malla      | Santa Cruz de Barahona       |
| Ciudad Santo Domingo   | Ana María Tavarez Ferro            | Santo Domingo                |
| Dajabón                | Carmen Isaura Reynosa Fantino      | Dajabón                      |
| Distrito Nacional      | Cindy María Zamora Brachet         | Santo Domingo                |
| Duarte                 | Mary Joan Súarez Buenríos          | San Francisco de Macorís     |
| Espaillat              | Angélica María Frutos Castro       | Santiago de los Caballeros   |
| Independencia          | Norma Eugenia Lora de Rosario      | Santo Domingo                |
| La Altagracia          | Jackeline Patricia Hernández Mateo | Santo Domingo                |
| La Estrelleta          | Agnes Miguelina Brito Trujillo     | Santo Domingo                |
| La Romana              | Digna Piedad Belmonte Bracho       | La Romana                    |
| La Vega                | Ana Tatiana Rodríguez Bracamonte   | Bonao                        |
| María Trinidad Sánchez | María Ana Mendoza Jaén             | Santo Domingo                |
| Monte Cristi           | Sofía Alegría Jacobo Vargas        | San Fernando de Monte Cristi |
| Pedernales             | Isaura Iris Oviedo Campeche        | Santo Domingo                |
| Peravia                | Ana Josefina Aquino Hidalgo        | Baní                         |
| Puerto Plata           | Ana Sandra Carolina Yañéz García   | Sosúa                        |
| Salcedo                | Marianne Viviana Lambraco Bien     | Santo Domingo                |
| Samaná                 | Maira Rosa Lama Zaragoza           | La Romana                    |
| San Cristóbal          | Eva María Duarte Martínez          | Santo Domingo                |
| San Juan               | Yajaira Rosa Caba Ruíz             | Santo Domingo                |
| San Pedro de Macorís   | María Josefina Matos Ramírez       | Santo Domingo                |
| Sánchez Ramírez        | Rosa Yamilet Germán Cuello         | Santo Domingo                |
| Santiago               | Jennyfer del Carmen Corporán Viñas | San José de las Matas        |
| Santiago Rodríguez     | Rosa María Álvarez Castañeda       | Santo Domingo                |
| Seibo                  | Alba Josefina Acosta de Rodríguez  | Santa Cruz de El Seibo       |
| Valverde               | Auora Yasica Sánchez Ramonés       | Santa Cruz de Mao            |

## Trivia
- Jackeline Hernández, Señorita La Altagracia sería Señorita República Dominicana Mundo 1977.